# Seconda Categoria 1904
Il campionato italiano di football di Seconda Categoria del 1904 fu il primo campionato italiano di calcio per seconde squadre disputato in Italia. Fu vinto dal Genoa II.

## Il campionato
Il campionato di Seconda Categoria fu congegnato per poter fare giocare in un campionato ufficiale i giocatori in sovrannumero non inclusi nelle squadre delle società partecipanti al campionato delle prime squadre. Le squadre riserve che disputavano questo torneo venivano comunemente segnalate sui giornali dell'epoca con un (II) secondo l'uso della stampa dell'epoca.
La Stampa definì il torneo come campionato juniores: il termine è tuttavia erroneo poiché non esiste nessun documento della FIF, pubblicato dai giornali sportivi dell'epoca, che definisca i limiti di età per questo campionato in questa stagione e nelle successive. Infatti scendevano in campo sia i maggiorenni di età uguale o superiore ai 21 anni che i minorenni. Si noti come, potendo le società partecipare sia a questo campionato che al maggiore, il termine "di Seconda Categoria" non si riferisse ad esse o al campionato, ma bensì ai calciatori.
Non essendo una competizione obbligatoria, questa prima edizione non trovò l'interesse del Milan e, all'ultimo istante, della Torinese, e si risolse quindi in un quadrangolare giocato nell'arco di una sola settimana d'aprile dopo la conclusione del campionato maggiore. L'Audace Torino, in fase di smobilitazione, partecipò solo a questo torneo, sciogliendo la prima squadra.
Il successo finale arrise al Genoa che, dopo il titolo delle prime squadre, si aggiudicò anche quello delle seconde con una squadra composta in gran parte di diciassettenni classe 1887.

## Squadre partecipanti
- Andrea Doria II
- Audace Torino II
- Genoa II
- Juventus II[5]

## Risultati

### Calendario

#### Semifinale
| Genova 10 aprile 1904 Semifinale      | Genoa II  | 3 – 2 | Andrea Doria II | Campo Sportivo di Ponte Carrega |
| \| \| \| \| \| ? \| Marcatori \| ? \| |           |       |                 |                                 |
|                                       |           |       |                 |                                 |
| ?                                     | Marcatori | ?     |                 |                                 |

| Torino 10 aprile 1904 Semifinale      | Juventus II | 2 – 1 | Audace Torino II | Campo di Piazza d'Armi di Torino |
| \| \| \| \| \| ? \| Marcatori \| ? \| |             |       |                  |                                  |
|                                       |             |       |                  |                                  |
| ?                                     | Marcatori   | ?     |                  |                                  |

#### Finale
| Arbitro: | Spensley (Torino) |

| |            |                                                                                   |
| de Rodrigues Martins ?                                                                                           | Marcatori  |                                                                                   |
| Zucchinetti Ferraris Storace Lies Cevasco Castruccio Pollak Pellas Foffani Balbi di Robecco de Rodrigues Martins | Formazioni | Longhi Hess Borelli Nizza Cordelli Dalle Case Barberis Dick Donna Armano Ferraris |

| Genoa Campione d'Italia di Seconda Categoria 1904 |